# Monika Klebe
Monika Klebe, född 21 september 1964 i Kil, död där 5 oktober 2015, var en svensk friidrottare (400 meter och häcklöpning). Hon tävlade för klubben IF Göta och utsågs år 1992 till Stor Grabb/tjej nummer 404. Vid EM 1990 deltog Klebe på 400 meter häck. Hon vann inne-SM på 400 meter 1992.

## Personliga rekord
- 200 meter – 24,93 (Karlstad 14 maj 1992)
- 400 meter – 53,94 (Karlstad 4 augusti 1990)
- 800 meter – 2.07,5 (Jonesboro, Arkansas 1987)
- 100 meter häck – 13,96 (Mölndal 1 juni 1992)
- 400 meter häck – 56,47 (Karlstad 5 augusti 1990)